# 贝塞尔 (特拉华州)
贝塞尔（英語：Bethel），是美国特拉华州苏塞克斯县（Sussex）下属的一座城镇，面积为1.14平方公里，均为陆地。2011年的数据显示该地有人口174人。论人口在本州排行第53。